# Kustom Car Magazine
Das Kustom Car Magazine war eine deutsche Fachzeitschrift für Custom Cars, es erschien sechsmal jährlich mit einer durchschnittlichen Druckauflage von 52.000 Exemplaren.

## Geschichte und Inhalte
Das Kustom Car Magazine erschien erstmals am 25. März 2014 und beschäftigte sich mit dem traditionellen Customizing von Oldtimer-Automobilen und internationalen Veranstaltungen zu dieser Thematik.
Dass im Namen des Magazins das Custom mit einem K geschrieben wurde, hat einen geschichtlichen Hintergrund, der auf die Barris-Brüder zurückgeht.
Originalfahrzeuge wurden im Kustom Car Magazine nicht vorgestellt, der Stil der modifizierten Fahrzeuge, die inhaltlich behandelt wurden, hatte unterschiedliche Ausprägungen, wie zum Beispiel Custom Cars, Hot Rods und Lowrider.
Das Kustom Car Magazine erschien in 9 Ausgaben, bevor es durch das Kustom Life Magazine, welches im selben Verlag erscheint, ersetzt wurde.

### Ausgaben (Auswahl)
- 25. März 2014: Issue No. 1: El Flamingo Loco – 1963 Buick LeSabre des Flakers C.C.
- 27. Mai 2014: Issue No. 2: Bellflower Beach – Jim Kimbroughs 1956 Chevrolet Nomad.
- 29. Juli 2014: Issue No. 3: Heavy Metal Voodoo Priest – James Hetfields 1937 Lincoln-Zephyr.
- 30. September 2014: Issue No. 4: Back to the Beach – Pendine Sands Hot Rod Races.
- 25. November 2014: Issue No. 5: The Busonic – Roy Abendroths Wild 1955 Buick Century.
- 27. Januar 2015: Issue No. 6: Lady in Red – 1960 Pontiac Bonneville aus Australien.
- 24. März 2015: Issue No. 7: Hot Rods & Lowrider – Essen Motor Show 2014.
- 26. Mai 2015: Issue No. 8: Miss Sixty – 1960 Chevrolet Impala.
- 28. Juli 2017: Issue No. 9: 1933 Hupmobile – Lowrider Bomb.